# Те Ваке, Рэймон
Рэймон Те Ваке (род. 25 марта 1976, Даргавилл, Новая Зеландия) — новозеландская транс-женщина, документалист, певица, автор песен и телеведущая. Её первой работой на телевидении стала роль ведущей в передаче Takatāpui, первом ЛГБТ-шоу на канале Māori Television.

## Личная жизнь
Те Ваке родилась в Даргавилле в семье маори Рэй и Тилли Те Ваке. Она выросла в Аскот-парке, пригороде Порируа. В начале 1990-х Те Ваке переехала в Веллингтон, а вскоре после этого — в Окленд.

## Музыка
Она выпустила свой дебютный EP The Arrival в 2002 году и гастролировала по Новой Зеландии в группе R & B / Funk Pure Funk в течение 1995 и 1996 годов. В июне 2005 года она получила грант от Те Вака Тои, творческого совета маори Creative New Zealand, на запись нового компакт-диска, в размере до 15 000 долларов. Ее второй альбом, Movement is Essential, вышел в 2008 году. В 2008 году Рэймон устроила еженедельную диджейскую сессию в баре под названием Delicious Thursdays. Она также известна как модель и «первая трансгендерная девушка, появившаяся в музыкальных видеоклипах и рекламе Coca-Cola». В 2005 Те Ваке вместе с артистом King Kapisi вела телетрансляцию фестиваля Pasifika, крупнейшего культурного мероприятия, связанного с полинезийской культурой.

## Телевидение
Её первой собственной работой для телевидения стала передача Takatāpui, в которой она была одной из троих ведущих. Шоу началось в 2004 году и продолжается до сих пор. Подача материала Те Ваке была отмечена Scoop Independent News как «сильная, творческая и образная». Самой знаменитой работой Рэймон в этой программе стало освещение смерти активистки Кармен Рупе в 2011 году. Она сняла документальный фильм о жизни Рупе в 2006 году.
В 2008 году Те Ваке была выбрана на кинороль Джорджины Байер, транс-женщины, которая стала первым в мире открыто-транссексуальным мэром, а также первым в мире открыто транссексуальным членом парламента. В 2009 году был снят документальный фильма о Те Ваке «The Making of Ramon», показанный в рамках передачи «Sunday Nights Out» на «Triangle TV». В 2011 году Те Ваке сняла 25-минутный видеоролик «Pacific Voices» для Новозеландского СПИД-фонда, посвящённый таким проблемам тихоокеанского ЛГБТ-сообщества как идентичность, сексуальное здоровье, травля и отчуждение от семьи. Проект «вселяет надежду благодаря взаимоподдержке и самосовершенствованию».